# Жигули (поезд)
Жигули́ — скорый фирменный пассажирский поезд № 009Й/010Й, курсирующий по маршруту Самара — Москва — Самара. Маршрут следования поезда проходит по территории Самарской, Ульяновской, Пензенской, Рязанской, Московской областей и Республики Мордовия. Крупнейшие города в пути следования — Рязань и Сызрань. В пути ежедневно в обоих направлениях проезжает 1044 км.

## История
Впервые поезд № 9/10 сообщением Куйбышев — Москва — Куйбышев (так в то время называлась Самара) отправился в путь в 1964 году. Уже в ноябре 1965 года поезд был переведен в категорию фирменных и получил имя «Жигули» в честь знаменитой возвышенности на берегу Волги в Куйбышевской области. В 1993 году звание фирменного поезда было еще раз подтверждено приказом Министра путей сообщений по результату аттестации.
В 2010 году составы поезда «Жигули» были полностью обновлены и получили купейные вагоны и СВ ТВЗ нового модельного ряда, плацкартные вагоны были убраны из схемы.
С марта 2014 года в составе поезда начал курсировать вагон класса люкс.
Впервые за всё время существования поезд был отменён с 15 апреля по 18 июля 2020 года в связи с пандемией COVID-19.

## Характеристика поезда
- Поезд № 009Й/010Й скорый фирменный постоянного формирования (ППФ), курсирует круглогодично, ежедневно.
- Нумерация вагонов указана при отправлении из Самары с головы поезда, при отправлении из Москвы с хвоста поезда.
- Станция изменения номера поезда: нет.
- Станция изменения направления движения поезда: нет.
- Максимально допустимая длина поезда по участкам следования: 16 вагонов (24,5 м).
- Максимальная схема поезда: от Самары до Москвы — 15 вагонов (25,5 м).
- Станции смены локомотивов: нет.
- Станция смены локомотивных бригад без смены локомотива: Рузаевка.
- Станции снабжения поезда водой: Самара, Рузаевка, Николаевка.
- Станции снабжения поезда топливом: нет.
- Станции обслуживания ЭЧТК: Самара, Николаевка.
- Станции сбора мусора: Самара, Рузаевка, Николаевка.
- Переменный трафарет: нет,  вагоны № 1, 2, 3, 4, 5, 6, 7, 8, 9, 10, 11, 12, 13, 14 установлены в режиме продажи Зима +.
- Вагоны повышенной комфортности: купейный № 7 (класс обслуживания 2Э), все вагоны СВ (класс обслуживания 1Э).
- Беспересадочные вагоны: нет.
- Прицепные вагоны: нет.
- Прочие вагоны: вагон № 80-ВСТ курсирует по указанию ОАО «РЖД», отправлением из Самары в хвосте поезда, из Москвы в хвосте поезда (состав поезда 16 вагонов).
- Выделяются места: в вагоне № 7-КРИ места с 1 по 6 для проводников, ЛНП, ПЭМ, места с 7 по 12 для отдыха работников вагона ресторана, места с 13 по 16 для работников фельдъегерской связи, места с 17 по 20 для пассажиров, места с 21 по 24 - для багажа (8 мест), места 29, 30 для инвалидов. Во всех купейных вагонах (кроме № 8) места с 5 по 36 для пассажиров, место 37 для отдыха проводников.
- Факультативные вагоны: нет.
- Станции пограничного и таможенного контроля: нет.
- Отправляется из Самары и прибывает в Самару: 1 платформа, 1 путь.

## Схема состава поезда
| Порядковый № вагона | Тип вагона | Число мест | Количество составов в обороте, владелец и приписка вагона           |
| ------------------- | ---------- | ---------- | ------------------------------------------------------------------- |
| 1                   | СВМ        | 12/1       | В обороте 2 состава ЛВЧД–7 ФПКФ КБШ на электроотоплении, ЭПТ и ЭЧТК |
| 2                   | СВ         | 18/1       | В обороте 2 состава ЛВЧД–7 ФПКФ КБШ на электроотоплении, ЭПТ и ЭЧТК |
| 3                   | СВ         | 18/1       | В обороте 2 состава ЛВЧД–7 ФПКФ КБШ на электроотоплении, ЭПТ и ЭЧТК |
| 4                   | СВ         | 18/1       | В обороте 2 состава ЛВЧД–7 ФПКФ КБШ на электроотоплении, ЭПТ и ЭЧТК |
| 5                   | СВ         | 18/1       | В обороте 2 состава ЛВЧД–7 ФПКФ КБШ на электроотоплении, ЭПТ и ЭЧТК |
| 6                   | СВ         | 18/1       | В обороте 2 состава ЛВЧД–7 ФПКФ КБШ на электроотоплении, ЭПТ и ЭЧТК |
| 7                   | КРИ        | 10/16      | В обороте 2 состава ЛВЧД–7 ФПКФ КБШ на электроотоплении, ЭПТ и ЭЧТК |
| 41                  | ВР         | ---        | В обороте 2 состава ЛВЧД–7 ФПКФ КБШ на электроотоплении, ЭПТ и ЭЧТК |
| 8                   | К          | 36/1       | В обороте 2 состава ЛВЧД–7 ФПКФ КБШ на электроотоплении, ЭПТ и ЭЧТК |
| 9                   | К          | 36/1       | В обороте 2 состава ЛВЧД–7 ФПКФ КБШ на электроотоплении, ЭПТ и ЭЧТК |
| 10                  | К          | 36/1       | В обороте 2 состава ЛВЧД–7 ФПКФ КБШ на электроотоплении, ЭПТ и ЭЧТК |
| 11                  | К          | 36/1       | В обороте 2 состава ЛВЧД–7 ФПКФ КБШ на электроотоплении, ЭПТ и ЭЧТК |
| 12                  | К          | 36/1       | В обороте 2 состава ЛВЧД–7 ФПКФ КБШ на электроотоплении, ЭПТ и ЭЧТК |
| 13                  | К          | 36/1       | В обороте 2 состава ЛВЧД–7 ФПКФ КБШ на электроотоплении, ЭПТ и ЭЧТК |
| 14                  | К          | 36/1       |                                                                     |
| 80                  | ВСТ        | ---        |                                                                     |

## Расписание
В данном расписании указано московское время.
| 9Й Самара — Москва           | 9Й Самара — Москва | 9Й Самара — Москва | Номер поезда и пункты назначения | Номер поезда и пункты назначения | Номер поезда и пункты назначения | 10Й Москва — Самара | 10Й Москва — Самара | 10Й Москва — Самара |
| 13 ч 3 мин                   | 13 ч 3 мин         | 13 ч 3 мин         | Общее время в пути               | Общее время в пути               | Общее время в пути               | 13 ч 3 мин          | 13 ч 3 мин          | 13 ч 3 мин          |
| Прибытие                     | Стоянка            | Отправление        | Раздельные пункты                | Расстояние                       | Код «Экспресс-3»                 | Прибытие            | Стоянка             | Отправление         |
| Куйбышевская железная дорога |                    |                    |                                  |                                  |                                  |                     |                     |                     |
|                              |                    | 18:50              | Самара                           | 0                                | 2024000                          | 09:11               |                     |                     |
| 20:33                        | 6                  | 20:39              | Сызрань I                        | 136                              | 2024610                          | 07:32               | 6                   | 07:38               |
| 00:13                        | 12                 | 00:25              | Рузаевка                         | 443                              | 2024550                          | 03:34               | 12                  | 03:46               |
| Московская железная дорога   |                    |                    |                                  |                                  |                                  |                     |                     |                     |
| 04:56                        | 5                  | 05:01              | Рязань I                         | 847                              | 2000120                          | 22:54               | 5                   | 22:59               |
| 07:53                        |                    |                    | Москва-Пасс.-Казанская           | 1044                             | 2000003                          |                     |                     | 20:08               |

## Инциденты
26 сентября 1989 года в Рязани состоялся футбольный матч между лидерами 1 зоны второй лиги СССР командами «Торпедо» и «Крыльями Советов» (Куйбышев), которые приехали на матч на клубном автобусе «Икарус». Страсти накалились ещё во время игры, после финального свистка получили дополнительный импульс — куйбышевцы победили 1:0. Толпа болельщиков двинулась к главному входу Центрального спортивного комплекса — раздался звон разбитого стекла клубного автобуса «Крыльев Советов». Спустя несколько часов милиционеры организовали «коридор», по которому гостевой автобус, вместе с футболистами и болельщикам, выехал с территории стадиона, однако местные болельщики отправились на вокзал Рязань I добиваться «справедливости». Болельщики «Крыльев Советов» должны были уезжать поездом «Жигули», но во избежания продолжения конфликта поезд проследовал станцию без остановки (остановка была позднее в черте города).